# Czesław Gawęda
Czesław Gawęda (ur. 12 lipca 1896, zm. 1 maja 1979) – polski żołnierz, nauczyciel.
Podczas I wojny światowej był żołnierzem Legionów Polskich w szeregach 1 pułku ułanów w składzie I Brygady. Używał pseudonimu „Wołoszyn”. Po odzyskaniu przez Polskę niepodległości brał udział w wojnie 1920.
Był nauczycielem. W latach 30. pełnił stanowisko kierownika szkoły w Hucie Stepańskiej. Podczas II wojny światowej jego rodzina została uratowana przez sąsiada Ukraińca po napadzie UPA w nocy 13/14 kwietnia 1943 w trakcie rzezi wołyńskiej.
Zmarł 1 maja 1979. Został pochowany na cmentarzu Prądnik Czerwony 4 maja 1979 (kw. A8-IV-4).

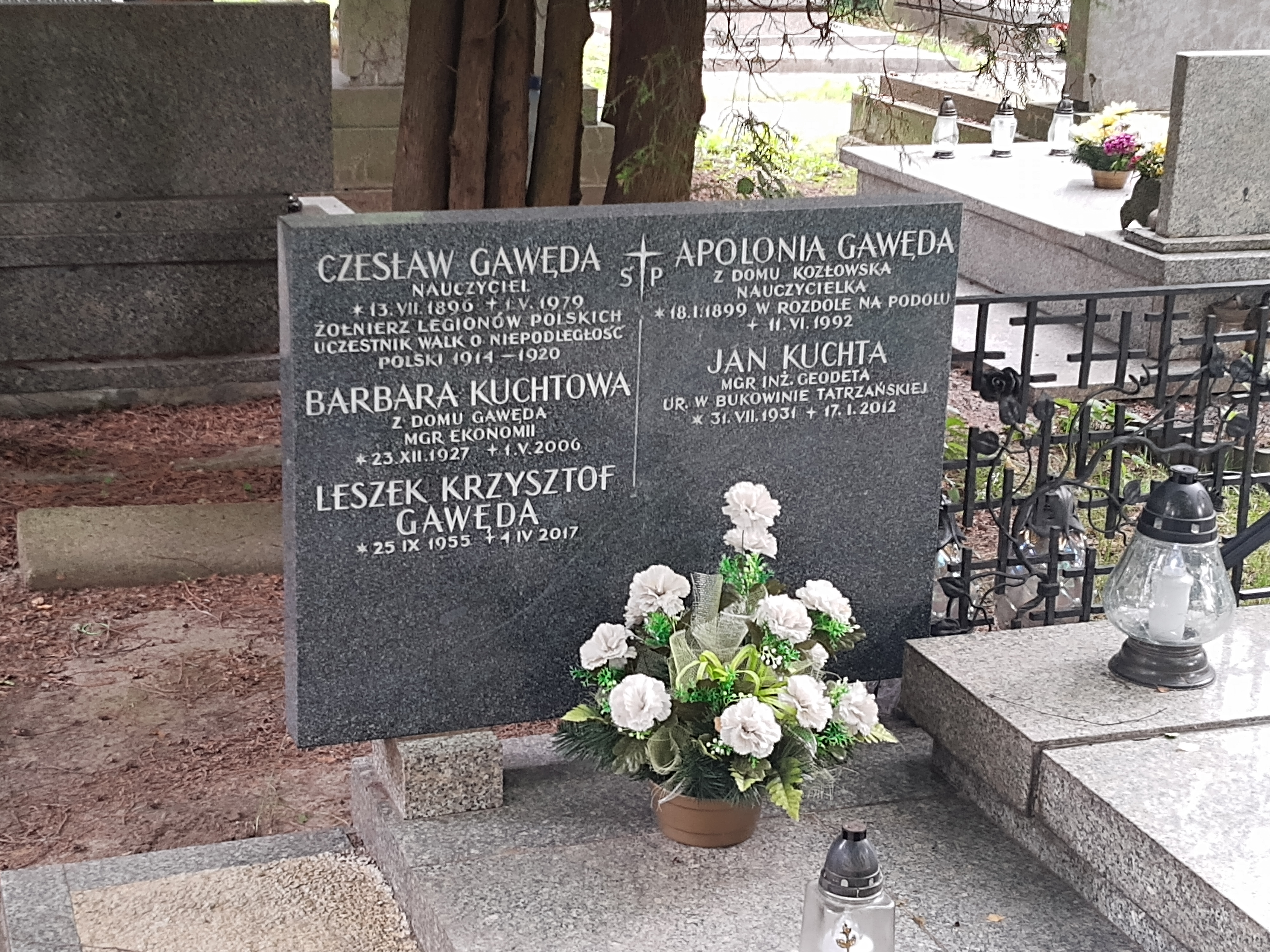
Grób Czesława Gawędy na Cmentarzu Prądnik Czerwony

## Odznaczenia i ordery
- Krzyż Niepodległości
- Krzyż Walecznych
- Srebrny Krzyż Zasługi (1938)[4]